# Sdružení evangelické mládeže
Sdružení evangelické mládeže v České republice, z. s., zkráceně SEM, je křesťansky orientované nepolitické neziskové sdružení. Vzniklo v roce 2006 v návaznosti na Sdružení Českobratrské mládeže evangelické (SČEM). Úzce spolupracuje s Českobratrskou církví evangelickou, navazuje i na kontakty s dalšími křesťanskými církvemi.
SEM nabízí možnost dialogu s jinými církvemi a možnost seberealizace mladých formou vytváření a vedení nových aktivit, např. vzdělávací kurzy, zážitkové semináře, organizaci humanitárních a jiných sociálních akcí potřebným.

## Cíle SEMu
- usiluje o všestranný plnohodnotný rozvoj mladých lidí po stránce fyzické, duševní a duchovní
- vede mladé lidi ke křesťanské lásce, odpovědnosti za sebe i druhé, k dobrovolné službě, osobnímu rozvoji (tvořivosti)
- s vědomím návaznosti na křesťanské organizace mládeže v minulosti s ohledem na organizace křesťanské mládeže v zahraničí přijímá za vlastní Pařížskou bázi světové YMCA